# Johanna Lüttge
Johanna Lüttge 1. voto Hübner 2. voto Langer (ur. 20 marca 1936 w Gebesee w Turyngii, zm. 14 listopada 2022 w Lipsku) – niemiecka lekkoatletka reprezentująca NRD, specjalistka pchnięcia kulą, wicemistrzyni olimpijska z 1960 z Rzymu.
Wystąpiła we wspólnej reprezentacji Niemiec na igrzyskach olimpijskich w 1956 w Melbourne, gdzie zajęła 11. miejsce w finale pchnięcia kulą. Na mistrzostwach Europy w 1958 w Sztokholmie zajęła 4. miejsce startując w reprezentacji NRD.
Podczas igrzysk olimpijskich w 1960 w Rzymie odniosła życiowy sukces zdobywając srebrny medal, za Tamarą Press z ZSRR. Startowała wówczas we wspólnej reprezentacji Niemiec. Ponownie zajęła 4. miejsce w barwach NRD na mistrzostwach Europy w 1962 w Belgradzie.

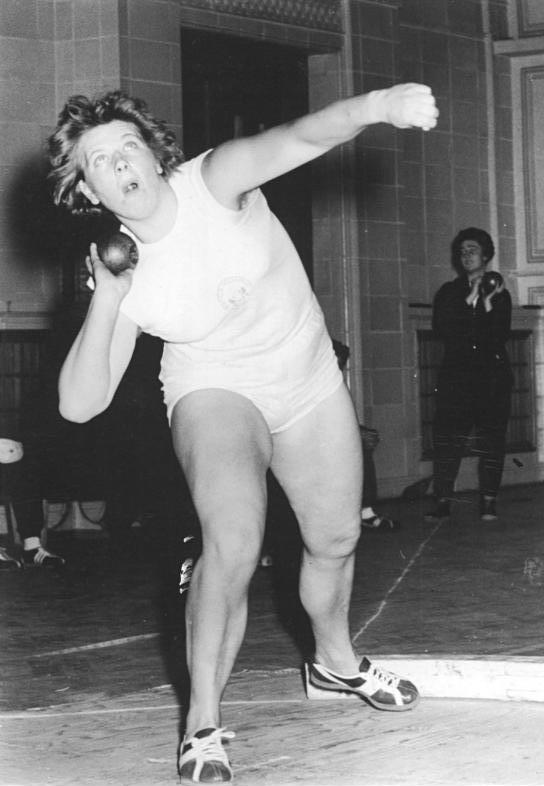
Lüttge w Lipsku 27 stycznia 1957

Na igrzyskach olimpijskich w 1964 w Tokio zajęła 9. miejsce startując we wspólnej reprezentacji Niemiec.
Johanna Lüttge była mistrzynią NRD w pchnięciu kulą w latach 1957-1960, wicemistrzynią w 1963 i brązową medalistką w 1962 i 1964.
Siedemnaście razy poprawiała rekord NRD w pchnięciu kulą w latach 1955-1960, doprowadzając go do wyniku 16,70 m (27 sierpnia 1960 w Poczdamie). Jej rekord życiowy wynosił 17,06 m (1963).